# Villa rustica (Meßkirch)

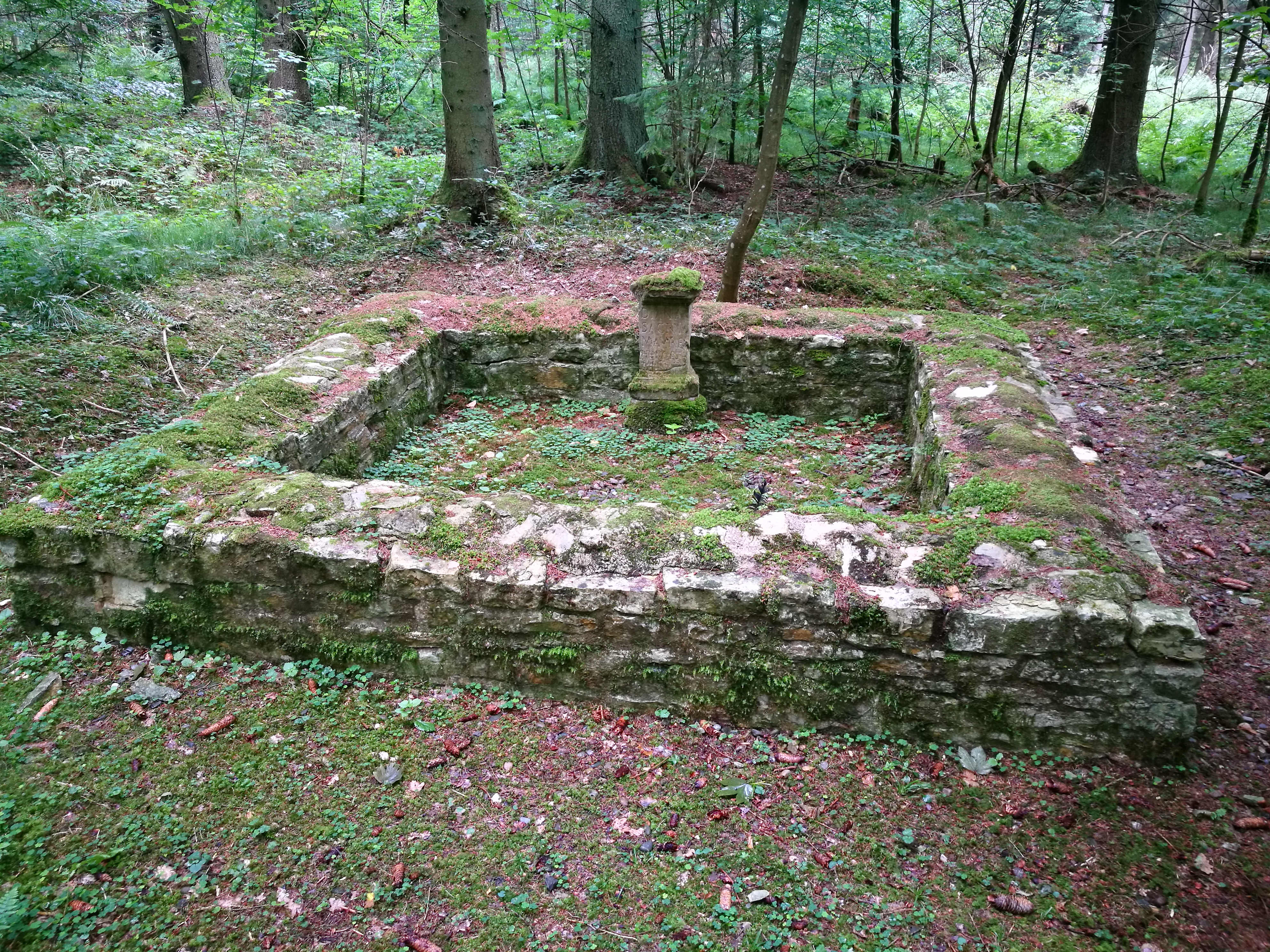
Restaurierte Mauerreste mit Weihestein des Dianatempels der Villa Rustica Meßkirch

Die Villa rustica (auch: Altstadt) liegt westlich von Meßkirch, einer Kleinstadt im Landkreis Sigmaringen in Baden-Württemberg. Es handelt sich bei ihr um einen ehemaligen römischen Gutshof. Sie gilt mit einer Fläche von fast acht Hektar als das größte bekannte römische Landgut in Südwestdeutschland. Heute sind oberirdisch nur noch Schutthügel und Wälle sowie die rekonstruierten Grundmauern einer kleinen Tempelanlage der Jagdgöttin Diana erhalten.

## Lage

Grundriss der Anlage
(Grabungen 1882)

Der römische Gutshof befindet sich etwa 4,5 km westlich von Meßkirch, etwa auf halbem Wege zwischen dem Meßkircher Ortsteil Heudorf und dem Sauldorfer Ortsteil Hölzle. Das Bodendenkmal liegt im Waldstück „Bändlehau“ und erstreckt sich etwa je zur Hälfte auf beiden Seiten der das Areal durchschneidenden Bundesstraße 311. Der Dianatempel befindet sich auf der nördlichen Seite, etwas außerhalb des ehemaligen Hofgeländes.
In römischer Zeit dürfte der Gutshof schon ob seiner Größe eine nicht unbedeutende Stellung innerhalb der ländlichen Besiedlung dieser Region besessen haben.

## Forschungsgeschichte
1834 bis 1836 wurde diese Siedlung durch den Bietinger Pfarrer Joseph Anton Eitenbenz erstmals ergraben, vermessen und in einer kleinen Broschüre publiziert. Eitenbenz interpretierte die Befunde seinerzeit noch als römische Festung mit einem Prätorium, Quästorium, Wohnung für die Cohorte, ein Krankenhaus, die Thore eines Winterlagers. Eitenbenz Entdeckung der Altstadt als aus der Römerzeit stammendes Castrum ließ hier das ptolemäische „Bragodurum“ vermuten.
1864 stellte Eduard von Peucker die Behauptung auf, dass es sich bei der Altstadt um „Samulocenis“ handele. Das heißt, dass die befestigte Anhöhe bei Meßkirch Stützpunkt für die Verteidigung des ganzen Bergterrains innerhalb des bogenförmigen Verlaufs der Donau zwischen Möhringen (Möhringen an der Donau) und Ennentach (Ennetach) bis zum nördlichen Ufer des Bodensees war.
Umfangreichere archäologische Ausgrabungen, bei denen die Siedlung eindeutig als Villa rustica identifiziert werden konnte, wurden dann 1882 im Auftrage des Fürsten zu Fürstenberg von J. Näher durchgeführt.
1977 und 1978 wurden, bedingt durch eine Neutrassierung der Bundesstraße 311, neuerliche Ausgrabungen notwendig, in deren Verlauf unter anderem auch der Dianatempel, der bereits bei den Grabungen von 1882 entdeckt worden war, wieder freigelegt und anschließend konserviert und teilrekonstruiert wurde.

## Gutshof

Befundskizzen
(Grabungen 1882)

Die Ausgrabungen förderten eine 1,2 km lange Umfassungsmauer zu Tage, die ein trapezförmiges Areal von knapp 8 ha umschließt. Die Ummauerung mit Seitenlängen von Nordseite 216 m, Südseite 260 m, Westseite 354 m, Ostseite 310 m. Mit dieser eingefriedeten Fläche ist die Villa rustica Altstadt die größte derzeit bekannte römische Gutsanlage Südwestdeutschlands. Innerhalb der Einfriedung befanden sich insgesamt 17 Steingebäude. Aus dem Zentrum leicht in nordöstliche Richtung verschoben, wurde das Anwesen vom Herrenhaus dominiert, einer einschließlich Innenhof rund 1600 m² großen Portikusvilla mit Eckrisaliten. Zwei ihrer Räume konnten über eine Hypokaustanlage beheizt werden.
Unter den übrigen Gebäuden konnten zwei, ebenfalls mittels Hypokaustanlagen beheizbare Thermen identifiziert werden. Die Versorgung dieser Badehäuser wie auch des gesamten Anwesens mit dem notwendigen Wasser erfolgte über zwei Brunnen. Sie zeichnen sich als zwei hohe Schutthügel rund 100 Meter südlich der Straße ab.
Die übrigen 14 Gebäude wurden zwar archäologisch erfasst und messtechnisch aufgenommen, ihre Funktion entzieht sich aber bislang einer schlüssigen Deutung.
Der isoliert liegende Gutshof war von einer 80 cm starken Mauer umgeben, die zu Nähers Zeiten noch über bis zu 1,20 m hohes aufgehendes Mauerwerk verfügt haben soll. Heute ist sie nur noch als flacher Schuttwall im Gelände auszumachen. Eine weitere Binnenmauer im Südosten der Anlage umfasste vermutlich den Bereich der frühesten Bauphase des wahrscheinlich mehrphasigen Gutshofes.
Die Villa rustica entstand wahrscheinlich am Ende des ersten nachchristlichen Jahrhunderts und dürfte bis ins erste Drittel des 3. Jahrhunderts bestanden haben. Vermutlich ist sie einem der ersten Alamannenvorstöße ab 233 zum Opfer gefallen.
Weiterführende Erkenntnisse sowohl über die einzelnen Entwicklungsphasen als auch über die Funktion der noch nicht identifizierten Gebäude können nur durch großflächige Grabungen gewonnen werden.

## Dianatempel

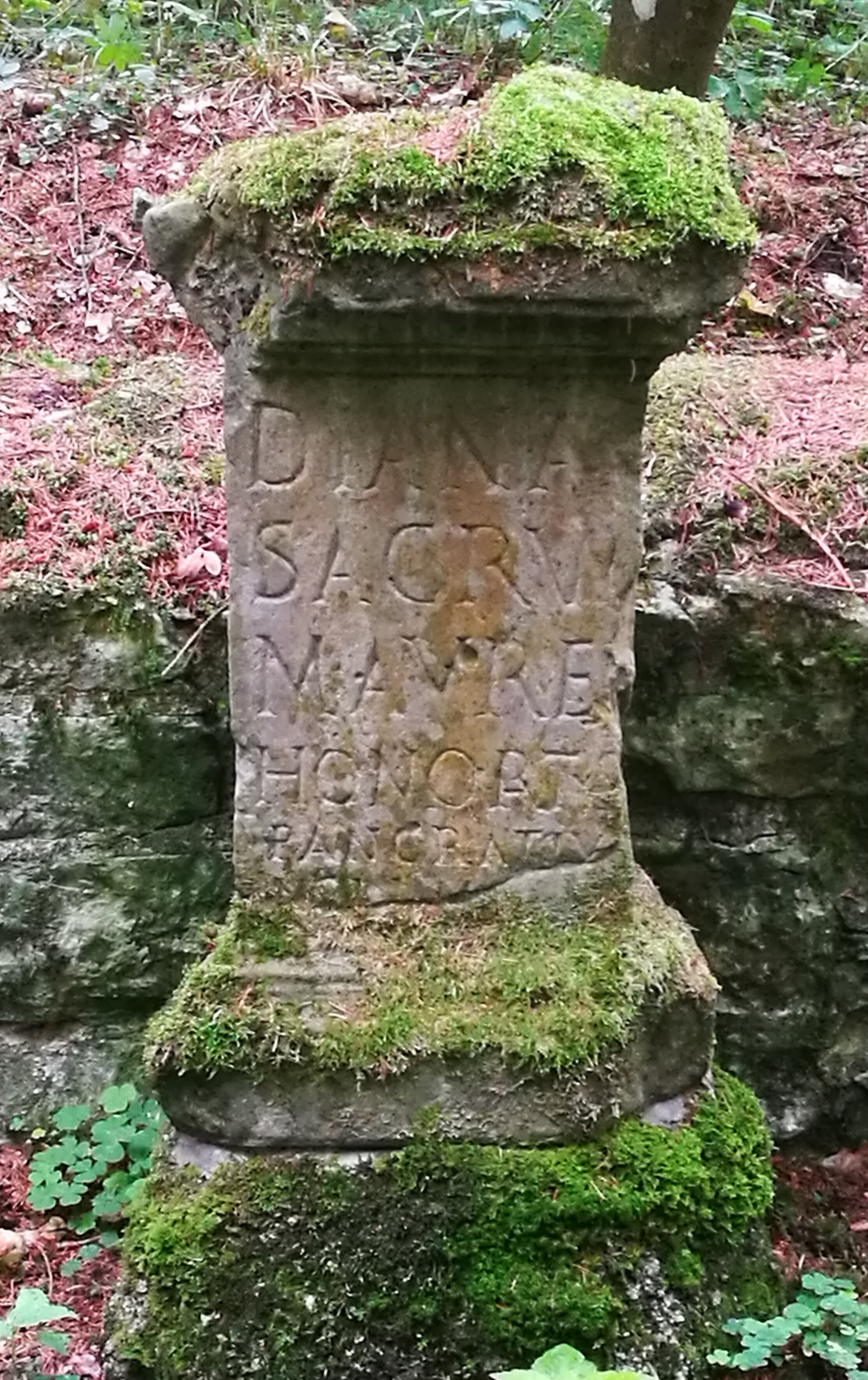
Kopie des Weihesteins

Knapp 60 m von der nördlichen Umfassungsmauer entfernt (47° 59′ 11″ N, 9° 3′ 13″ O) befindet sich ein kleiner Tempel der ausweislich der Inschrift eines schon bei den 1882er Grabungen gefundenen Weihesteins der Göttin Diana gewidmet war. Die Inschrift lautet:
Frei übersetzt: „Marcus Aurelius Honoratus Pancratius hat der Diana einen Altar errichtet, indem er sein Gelübde froh und frei nach Gebühr erfüllt hat.“
Pancratius dürfte zu einem nicht genau bekannten Zeitpunkt, wohl im 2. oder frühen 3. Jahrhundert, Eigentümer des Gutshofs gewesen sein. Der originale Weihestein an die Göttin Diana befindet sich in den Fürstlich Fürstenbergischen Sammlungen in Donaueschingen, vor Ort ist eine Kopie aufgestellt.
Weder die 1982er Grabung noch die Untersuchungen der Jahre 1977/1978 konnten vollständigen Aufschluss über das Aussehen des Tempels in antiker Zeit geben. Mit den Seitenlängen von 3,9 m mal 3,6 m betrug seine Grundfläche 14,04 m². Gesichert ist, dass er ziegelgedeckt und sein Fußboden mit Ziegelsteinplatten belegt war. Ob das rezente, aufgehende Kalksteinmauerwerk, möglicherweise zur optischen Gliederung mit dazwischenliegenden Tuffsteinlagen versehen, bis zum Dach reichte, oder ob nur ein Sockel gemauert war und der Rest der Wände aus Fachwerk bestand, lässt sich heute nicht mehr erschließen. Ebenso wenig, ob es sich um ein allein stehendes Gebäude oder um die Cella eines gallo-römischen Umgangstempels gehandelt hat, wobei letztere Annahme eher unwahrscheinlich ist.

## Befundsicherung, Fundverbleib und Denkmalschutz
Der Verbleib der Eitenbenz-Funde, unter anderem zwei erzerne römische Münzen (eine der älteren Faustina, der Gemahlin des Antoninus Pius, und eine des Commodus) und Gefäße, ist ungesichert. Reste der fragmentierten Malerei aus dem 2. nachchristlichen Jahrhunderts befinden sich in der Sammlung des Landesmuseums Württemberg im Alten Schloss in Stuttgart. Nachdem Überlegungen, alle bei den Grabungen der 1970er Jahre freigelegten Gebäude zu konservieren, aufgrund des schlechten Erhaltungszustandes und der damit einhergehenden hohen Kosten gescheitert waren, entschloss man sich, als Kompromisslösung wenigstens den Dianatempel und Teile eines an die westliche Umfassungsmauer angesetzten Gebäudes der Öffentlichkeit zugänglich zu machen. In den konservierten und teilrekonstruierten Tempel brachte man eine Kopie des Weihesteins ein. Das Original sowie andere Funde aus den Grabungen befinden sich in den Fürstlich Fürstenbergischen Sammlungen im Schlossmuseum in Donaueschingen. Auskunft über die Villa Rustica gibt eine Informationstafel beim Parkplatz an der nördlichen Straßenseite.
Das Bodendenkmal „Villa Rustica Meßkirch“ ist als eingetragenes Kulturdenkmal im Sinne des Denkmalschutzgesetzes des Landes Baden-Württemberg (DSchG) geschützt. Nachforschungen und gezieltes Sammeln von Funden sind genehmigungspflichtig, Zufallsfunde an die Denkmalbehörden zu melden.